# Candy Store Rock
"Candy Store Rock" é uma canção da banda britânica de rock Led Zeppelin no álbum Presence em 1976. Também foi lançado como single nos Estados Unidos, mas não emplacou nas paradas.

## Visão geral
A faixa é feita no estilo de rock and roll dos anos 50. Algumas dos versões do vocalista Robert Plant são uma homenagem ao rockabilly. A bateria de John Bonham é controlada em vez de bombástica, impulsionada pela interação entre o sino e a caixa do prato de passeio. Enquanto isso, o solo de guitarra de Jimmy Page é curto e medido, chegando no meio da música.

A banda gravou a canção no Musicland Studios na Alemanha, e levou apenas cerca de uma hora para escrevê-la. Plant cantou em uma cadeira de rodas porque estava se recuperando na época de um acidente de carro que sofrera na Grécia. Plant considera que "Candy Store Rock" é uma de suas canções favoritas da Presence.

## Interpretações ao vivo
"Candy Store Rock" nunca foi tocada ao vivo pela banda nos shows do Led Zeppelin, exceto por um breve riff de Page no Riverfront Coliseum em Cincinnati, Ohio, em 20 de abril de 1977. No entanto, uma improvisação de um minuto foi tocada ao vivo. em concerto por Page e Plant como uma introdução "Black Dog" em 26 de julho de 1995 no Wembley Arena. A canção também foi tocada ao vivo em Montreux por Page and Plant em 7 de julho de 2001.

## Recepção
Em uma crítica contemporânea de Presence, Stephen Davis, da Rolling Stone, descreveu "Candy Store Rock" como "evocando perfeitamente o ambiente de Los Angeles no qual o Zep compõe [Presence]." Ele descreveu a canção como "profana". híbrido em que Buddy Holly é enxertado no tronco trêmulo de David Bowie."
Em uma análise retrospectiva de Presence (Deluxe Edition), Andrew Doscas, do PopMatters, descreveu "Candy Store Rock" como "o prequel de Rock and Roll de 1971", presente em seu quarto álbum.
O cantor Robert Plant mais tarde descreveu "Candy Store Rock", junto com "Achilles Last Stand", como a "graça salvadora [s] de Presence".  Plant disse que a seção rítmica da canção foi inspiradora para ele, em parte devido às sessões de gravação tumultuadas do álbum.